# Facultatea de Științe Economice a Universității Titu Maiorescu din București
Facultatea de Științe Economice din cadrul Universității Titu Maiorescu din București este prima facultate particulară cu acest profil din învățământul românesc, fiind înființată în anul 1990. 

## Profil
Prin Legea nr. 239 din 23 aprilie 2002 i s-au recunoscut calitatea și profesionalismul pe care le-a manifestat în formarea studenților și a fost acreditată. În acea perioadă s-au făcut primele acreditări în învățământul superior privat din România. Facultatea de Științe Economice a intrat astfel cu drepturi depline în sistemul românesc de învățământ, fapt care presupune și organizarea examenelor de licență în cadrul facultății, eliberarea diplomelor de licență și organizarea de cursuri postuniversitare.
Conform structurii de la Bologna, Facultatea de Științe Economice pregătește studenții în două cicluri de învățământ: un prim ciclu cu durata de trei ani, urmat de un al doilea, de master, care durează doi ani. 
În cadrul primului ciclu învățământul se asigură prin două forme:
- învățământ de zi, cu frecvență, formă care se desfășoară la București;
- învățământ la distanță, care se organizează la București și în mai multe centre din țară.

Facultatea de Științe Economice aplică ECTS - Sistemul European de Evaluare prin Credite Transferabile. Acest sistem permite studenților să studieze un semestru într-o altă universitate, examenele promovate acolo fiind recunoscute la revenirea la facultatea de bază.

## Misiune
Misiunea acestei facultăți este de a forma specialiști cu o temeinică pregătire profesională în economie, capabili să se integreze foarte repede și să răspundă exigențelor locurilor de muncă unde vor fi angajați, pe piața internă sau internațională. Facultatea de Științe Economice dezvoltă la studenți atitudini de competitivitate și creativitate, în concordanță cu cerințele societății.